# Matrimonio original
Matrimonio original, también conocida como Su amado enemigo (en inglés Mr. & Mrs. Smith), es una comedia de enredo estadounidense dirigida por Alfred Hitchcock, escrita por Norman Krasna y producida por la RKO Pictures, estrenada en 1941. Sus protagonistas son Robert Montgomery y Carole Lombard. También cuenta con Gene Raymond, Jack Carson, Philip Merivale y Lucile Watson. 
La idea original fue de Norman Krasna, quien le propuso a Carole Lombard actuar en una comedia frenética y de enredos. Vendió la idea a George Schaefer, de RKO, y posteriormente Hitchcock se invulcró. Hitchcock siempre afirmó que su única comedia pura realizada en Estados Unidos se proyectó como un favor personal a Lombard, actriz de gran popularidad sobre todo durante la década de 1930 y que por entonces estaba casada con el actor Clark Gable. El matrimonio había sido uno de los primeros en relacionarse con los Hitchcock cuando estos se mudaron de Inglaterra. Sin embargo, los archivos de la RKO muestran que el propio Hitchcock persiguió el proyecto mucho antes de que Krasna se lo propusiese.

## Argumento
Ann (Carole Lombard) y David Smith (Robert Montgomery) son un matrimonio que vive en la ciudad de Nueva York y que, aunque están enamorados, tienen desacuerdos que duran días antes de reconciliarse. Él es abogado y ella es una muchacha joven e inteligente. 

Una mañana, Ann le pregunta a David si se volvería a casar con ella si tuviera que hacerlo de nuevo. Aunque dice que ahora está muy feliz con ella y que no se casaría con nadie más, dice que no lo haría, porque significaba la pérdida de su libertad e independencia. 

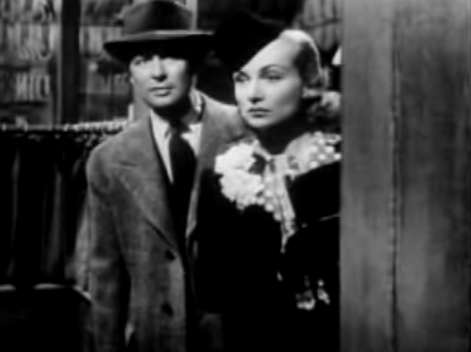
Robert Montgomery y Carole Lombard.

Más tarde ese día, Harry Deever (Charles Halton), un funcionario del condado de Idaho , le informa a David en el trabajo que debido a un percance jurisdiccional, su matrimonio de tres años en Idaho no era válido. Dado que Deever es un conocido de la familia de Ann de Idaho, se detiene en su apartamento para decirle a Ann y a su madre (Esther Dale) lo mismo. Ann no le menciona esto a David. Ella cree que él se volverá a casar con ella esa misma noche cuando la invite a una cena romántica en el restaurante que frecuentaban antes de casarse. 
Cuando llegan al restaurante, su calidad ha disminuido y se ha deteriorado, y regresan a casa. Ann se impacienta y se enfrenta a David, acusándolo de no querer volver a casarse con ella. David protesta y afirma que se lo iba a preguntar en breve, pero Ann lo despide y lo echa de su apartamento. David pasa la noche en su club, pero cuando vuelve a casa después del trabajo al día siguiente, la criada de Ann le niega la entrada. David espera en el vestíbulo y ve a Ann regresar con un caballero mayor. Creyendo que el hombre es su pretendiente, David se enoja y se desanima. Intercepta a Ann y amenaza con retener el apoyo financiero. Él consigue que la despidan de su nuevo trabajo (el señor mayor es tanto su pretendiente como su nuevo jefe). Ann le dice a David que no tiene intención de volver a casarse con él. Amigo y socio legal de David, Jefferson "Jeff"Gene Raymond, le dice a David que hablará con Ann y la convencerá de que se vuelva a casar. Sin embargo, cuando David llega esa noche, descubre que Jeff aceptó representar legalmente a Ann y pasa por los diversos resultados legales. Jeff invita a Ann a cenar la noche siguiente en presencia de David. David le dice a Ann que si está de acuerdo con la fecha en que termina su matrimonio, Ann acepta la invitación. Después de la cena, Ann y Jeff van a la Feria Mundial de Nueva York de 1939 , pero se quedan atrapados en el paracaídas y quedan expuestos a horas de lluvia a muchos metros de altura. Cuando regresen al apartamento de Jeff, él planea ponerse ropa seca y regresar a la feria, pero Ann alimenta al abstemio.licor "medicinal" aparentemente para prevenir un resfriado, y se emborracha. Ann regresa a casa. Ann y Jeff continúan saliendo y conocen a los padres de Jeff. Deciden tomarse unas vacaciones con los padres de Jeff en una estación de esquí de Lake Placid ; el mismo lugar donde Ann y David habían planeado pasar sus vacaciones. Al llegar al resort, descubren que David ha alquilado una cabaña junto a la de ellos. Cuando se enfrenta, David se desmaya. David finge estar enfermo y delirando mientras Ann lo adula. Cuando Ann descubre su engaño, se pone furiosa. Mientras discuten acaloradamente, Jeff entra. Sabe que Ann y David están hechos el uno para el otro cuando Ann intenta manipular a Jeff para que pelee con David. 
Ann decide que quiere escaparse al albergue en esquí, aunque no sabe esquiar. David se ofrece a ayudarla a ponerse los esquís, pero en cambio la coloca en una posición que le impide ponerse de pie. Mientras lucha y lo amenaza, libera un pie, pero luego finge impotencia al volver a colocar el esquí. David se da cuenta de su pretensión y la silencia y despotrica besándola.

## Reparto

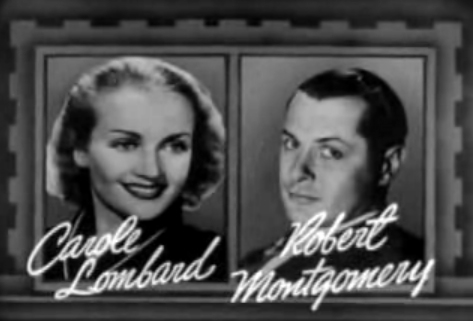
Lámina publicitaria.

- Carole Lombard: Ann Krausheimer Smith
- Robert Montgomery: David Smith
- Gene Raymond: Jefferson (Jeff) Custer
- Jack Carson: Chuck Benson
- Philip Merivale: Ashley Custer
- Lucile Watson: Mme. Custer
- William Tracy: Sammy
- Charles Halton: M. Harry Deever
- Esther Dale: Mme. Krausheimer
- Emma Dunn: Martha
- Betty Compson: Gertie
- Patricia Farr: Gloria

Alfred Hitchcock aparece en su característico cameo como un viandante que camina frente al edificio donde viven David Smith (Robert Montgomery) y Ann Krausheimer Smith (Carole Lombard).

## Producción
A Norman Krasna se le ocurrió la idea básica del Sr. y la Sra. Smith (bajo los títulos originales de trabajo de "¿Con quién era esa dama con la que te vi?" Y "No por respuesta") y se la propuso a Carole Lombard, quien era entusiasta. Norman Krasna era un guionista de talento dentro de Hollywood y en su currículum se encontraban ya entonces, películas como Candidata a Millonaria (1935), que también contaba a Carole Lombard como protagonista. Vendió la idea a George Schaefer de RKO, quien acordó comprar el proyecto a Krasna, luego Alfred Hitchcock se involucró.  En la entrevista de 1939 What I Do to the Stars , Hitchcock está a punto de irse de Inglaterra a Hollywood y dice que le gustaría hacer una película con Carole Lombard , eligiéndola no en una de sus comedias superficiales, sino en un papel serio. , porque cree que podría ser una actriz tan buena como Paul Muni o Leslie Howard. El resultado fue el Sr. y la Sra . Smith . Hitchcock nunca estuvo contento con el resultado y luego desdeñó la película. 
Mr. & Mrs. Smith fue la última película estrenada antes de la muerte de Carole Lombard. To Be or Not to Be (1942) fue su última película, estrenada dos meses después de que muriera en un accidente aéreo durante una gira de War Bond.
La película es una de las primeras en mostrar una pizzería y se suponía que contenía el sonido de un inodoro, que se modificó para golpear tuberías por razones de censura.

## Recepción
El Sr. y la Sra. Smith fue un éxito y obtuvieron una ganancia de $ 750,000.  La reseña de The New York Times describió la película así: "A pesar de las actuaciones, a pesar de la interminable magia de la cámara con la que el Sr. Hitchcock intenta ocultar la delgadez de su material, el Sr. y la Sra. Smith tienen sus momentos de aburrimiento . El resultado es una comedia risueña que no logra convertirse en una ola de risas ". Los críticos se mostraron más entusiasmados con la película, y señalaron: "Alfred Hitchcock conduce la historia en un ritmo ridículo sin recurrir a interludios de payasadas ni a exagerar por parte de los personajes. Al ritmo de su tarea con paso firme, Hitchcock capta todos los valores de la risa de arriba del guión de Norman Krasna ". 